# Alain Da Costa
Pour les articles homonymes, voir Da Costa.
Alain da Costa Soarès, né en 1935 et mort le 9 janvier 2023 à Libreville, est un entraîneur gabonais de football, qui a déjà dirigé à trois reprises l'équipe du Gabon.

## Carrière
Il est, en 2013, le président de l'association des entraîneurs gabonais.

## Palmarès
- Champion du Gabon en 1995 (avec l'AS Mangasport), 1998 (avec le FC 105 Libreville) et  2000 (avec l'AS Mangasport)[2]
- Vainqueur de la Coupe du Gabon 1986  (avec le FC 105 Libreville), 1994 (avec l'AS Mangasport) et 2001 (avec l'AS Mangasport )[2]
- Quart-de-finaliste de la Coupe d'Afrique des nations junior 1987
- Vainqueur de la Coupe de l'UDEAC 1988 (avec le Gabon)
- Quart-de-finaliste de la Coupe d'Afrique des nations 1996 (avec le Gabon)